# Джънкшън Сити (Орегон)
Джънкшън Сити (на английски: Junction City) е град в окръг Лейн, щата Орегон, САЩ. Джънкшън Сити е с население от 4721 жители (2000) и обща площ от 3,6 km². Намира се на 99,1 m надморска височина. ЗИП кодът му е 97448, а телефонният му код е 541.